# George Weymouth

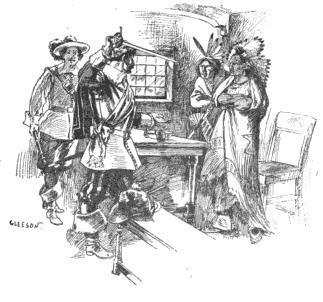

George Weymouth – siedemnastowieczny angielski podróżnik i odkrywca obszarów znajdujących się obecnie w stanie Maine w Stanach Zjednoczonych.
Dzięki finansowej pomocy Ferdinanda Gorgesa, który planował zasiedlenie obszarów stanu Maine (ówczesna Prowincja Massachusetts Bay), Weymouth 5 marca 1605 roku zorganizował ekspedycję z Anglii na statku Archengel w kierunku wschodnich brzegów Ameryki. 17 maja 1605 wylądował w pobliżu Monhegan. Wyspę na którą pierwotnie zawinął nazwał Saint George, na cześć świętego patrona Anglii. Następnie wyruszył na zbadanie wybrzeża Maine oraz ujścia rzeki Kennebec. Prawdopodobnie jako pierwszy Europejczyk widział Góry Białe.
Weymouth powrócił do Anglii w lipcu 1605.
Jego imieniem nazwano trzy północnoamerykańskie gatunki drzew sosny wejmutki.